# 朴商赫
朴商赫（：／ Park Sang-hyuk，1973年3月20日—），大韓民國自由派政治人物，第21屆國會議員。